# Tlemcen
Tlemcen (arabisk: تلمسان; berbisk: ⵜⵍⴻⵎⵙⴻⵏ) er en by i det nordvestlige Algeriet med et indbyggertal på 173.531 (2008). Byen er hovedstad i en provins af samme navn og ligger tæt ved grænsen til nabolandet Marokko.